# Cold Newton
Cold Newton är en civil parish i Storbritannien.   Den ligger i grevskapet Leicestershire och riksdelen England, i den södra delen av landet, 140 km norr om huvudstaden London.